# Ferdo Rusan
Ferdo Rusan (Pavlin Kloštar, kraj Bjelovara,  10. prosinca 1810. – Virje, 2. svibnja 1879.), hrvatski glazbeni amater, ilirski i pučki pjesnik te nositelj prosvjetiteljskog i gospodarskog života Podravine.   
Sin je krajiškog natporučnika. Završio je kadetsku školu u Bjelovaru i 1828. postao kadet. Službovao je kao časnik u Italiji, Zagrebu, Temišvaru i Pečuhu.  Napušta vojsku 1842. zbog bolesti. Godine 1848. sudjelovao je u obrani Legrada, kojega je 28. studenog napao mađarski general Perczel. Kao umirovljeni poručnik, živio je do 1849. u Šemovcu, idućih 25 godina u Virju, a od 1874. u Bjelovaru. 
Iako nije imao formalnu glazbenu naobrazbu, bio je autor vrlo popularnih pjesama ("Složno, složno, braćo mila", "Nosim zdravu mišicu", "Bojna trublja trubi sad", "Brod nek ćuti udarca", "Lijepa moja rodna Podravina", itd.). Njegove mnogobrojne (ima ih preko 140) pjesme i budnice, zapisali su drugi. U Virju je osnovao 1850. i vodio amatersku kazališnu družinu, koja je izvela neka njegova djela.
Njegovu biografiju, napisala je Mira Kolar-Dimitrijević, 2004.
U Virju, djeluje Hrvatsko pjevačko društvo "Ferdo Rusan", osnovano 1884. godine, a tamo mu je već 1886. podignut i spomenik.
U Bjelovaru se nalazi njegova spomen-ploča, u ulici koja nosi njegovo ime. Po njemu je nazvana i ulica u Zagrebu.